# Coppa Challenge 2019
La Coppa Challenge 2019 si è svolta dal 29 marzo al 6 aprile 2019: al torneo hanno partecipato quattro squadre di club argentine e la vittoria finale è andata per la prima volta all'UNTreF.

## Regolamento
Il torneo prevede la partecipazione dei quattro club eliminati ai quarti di finale dei play-off nella Liga Argentina de Voleibol. Le formazioni si affrontano in semifinali e finale in gara unica, venendo accoppiate col metodo della serpentina e ospitate dai club con la testa di serie più alta. Il club vincitore viene considerato quinto classificato nella classifica finale del campionato.

## Squadre partecipanti
| Squadra          | Qualificazione                   | Ultima partecipazione |
| ---------------- | -------------------------------- | --------------------- |
| Ciudad           | 7ª in Liga Argentina de Voleibol | Debutto               |
| Gigantes del Sur | 6ª in Liga Argentina de Voleibol | Debutto               |
| River Plate      | 8ª in Liga Argentina de Voleibol | Debutto               |
| UNTreF           | 5ª in Liga Argentina de Voleibol | Debutto               |

## Torneo
|  | Semifinali       | Semifinali       | Semifinali       |                  |        | Finale | Finale | Finale |  |
|  |                  |                  |                  |                  |        |        |        |        |  |
|  | UNTreF           | UNTreF           | 3                |                  |        |        |        |        |  |
|  | UNTreF           | UNTreF           | 3                |                  |        |        |        |        |  |
|  | River Plate      | River Plate      | 0                |                  |        |        |        |        |  |
|  | River Plate      | River Plate      | 0                |                  | UNTreF | UNTreF | 3      |        |  |
|  |                  |                  |                  |                  | UNTreF | UNTreF | 3      |        |  |
|  |                  |                  | Gigantes del Sur | Gigantes del Sur | 1      |        |        |        |  |
|  | Gigantes del Sur | Gigantes del Sur | Gigantes del Sur | Gigantes del Sur | 1      | 3      |        |        |  |
|  | Gigantes del Sur | Gigantes del Sur |                  |                  |        |        |        |        |  |
|  | Ciudad           | Ciudad           | 0                |                  |        |        |        |        |  |

### Semifinali
| 30 marzo 2019 Microstadio UNTreF, Villa Lynch Durata: 1h:05 - Spettatori: ? | UNTreF           | 3 - 0 | River Plate | 25-14, 25-18, 25-20 |
| 29 marzo 2019 Estadio Ruca Che, Neuquén Durata: 1h:08 - Spettatori: ?       | Gigantes del Sur | 3 - 0 | Ciudad      | 25-22, 25-22, 25-20 |

### Finale
| 6 aprile 2019 Microstadio UNTreF, Villa Lynch Durata: 1h:33 - Spettatori: ? | UNTreF | 3 - 1 | Gigantes del Sur | 25-15, 23-25, 25-21, 25-14 |